# Vùng Hướng đạo châu Á-Thái Bình Dương (WOSM)

Huy hiệu vùng của Vùng Hướng đạo châu Á Thái Bình Dương

Vùng Hướng đạo châu Á-Thái Bình Dương (tiếng Nhật: アジア・太平洋地域; tiếng Hoa: 亞太區) là văn phòng vùng của Văn phòng Hướng đạo Thế giới thuộc Tổ chức Phong trào Hướng đạo Thế giới có trụ sở tại thành phố Makati, Philippines với các văn phòng vệ tinh tại Úc và Nhật Bản. Vùng châu Á-Thái Bình Dương phục vụ Hướng đạo trên vùng đất của châu Á, phía nam Siberia và phía đông Trung Á, và khu vực Lòng chảo Thái Bình Dương, trừ Liên bang Micronesia, Quần đảo Marshall và Palau vì ba nước này nằm trong Vùng Hướng đạo Liên Mỹ và thuộc Châu Aloha của Hội Nam Hướng đạo Mỹ.
Vùng Hướng đạo châu Á-Thái Bình Dương đã chứng kiến sự ra đời và tái sinh của các tổ chức Hướng đạo quốc gia kể từ khi vùng được thành lập vào năm 1956. Khởi đầu chỉ có 10 thành viên sáng lập, vùng đã phát triển lên đến 25 quốc gia thành viên vào năm 2003. Trong số đó có 23 là thành viên đầy đủ và 2 là thành viên liên hiệp, tổng cộng có đến 17 triệu Hướng đạo sinh. Tám trong số 15 hội Hướng đạo lớn nhất trên thế giới là trong vùng. Tất cả các quốc gia cựu cộng sản ở Trung Á và Liên Xô đã và đang phát triển Hướng đạo trong sự trỗi dậy phục hưng trong vùng. Trong nhiều năm, chủ nghĩa cộng sản đã kiềm chế Hướng đạo tại Afghanistan nơi mà nó mới vừa trở lại cũng như tại Mông Cổ là một trong các quốc gia trong vòng ảnh hưởng của Liên Xô đầu tiên từ năm 1924.
Bị cách biệt rất lớn bởi các nguồn tài nguyên, văn hóa, chủng tộc và nguồn kỹ thuật không đồng đều, Hướng đạo trong Vùng châu Á-Thái Bình Dương được rộng rãi nể trọng từ công chúng và chính phủ. Giám đốc Vùng hiện tại của Văn phòng Hướng đạo Thế giới Vùng châu Á-Thái Bình Dương là Abdullah Rasheed của Maldives.
Vùng này là đồng nhiệm của Vùng Nữ Hướng đạo châu Á-Thái Bình Dương của Hội Nữ Hướng đạo Thế giới.

## Thành viên

Khu vực dưới quyền của Vùng Hướng đạo châu Á-Thái Bình Dương; bốn quốc gia không có tổ chức Hướng đạo, và những quốc gia ngoài vùng là có màu xám

Huy hiệu chương trình hỗ trợ phát triển Hướng đạo tại các quốc đảo Thái Bình Dương

Các thành viên đầy đủ của Vùng châu Á-Thái Bình Dương là: Úc, Bangladesh, Bhutan, Brunei, Trung Hoa Dân quốc (Đài Loan), Fiji, Hồng Kông, Ấn Độ, Indonesia, Nhật Bản, Kiribati, Hàn Quốc, Malaysia, Maldives, Mông Cổ, Nepal, New Zealand, Pakistan, Papua New Guinea, Philippines, Singapore, Sri Lanka, Thái Lan.
Các thành viên liên hiệp của Vùng Hướng đạo châu Á-Thái Bình Dương gồm có Hội Hướng đạo Macau và Conseil du Scoutisme polynésien (Hội đồng Hướng đạo Polynesia).
Các quốc gia thành viên triển vọng gồm có:
- Afghanistan
- Campuchia
- Đông Timor
- Nauru
- Samoa
- Quần đảo Solomon
- Tonga
- Tuvalu
- Vanuatu

Vùng Hướng đạo châu Á-Thái Bình Dương có bốn trong sáu quốc gia không có tổ chức Hướng đạo, mỗi nơi vì lý do kiểm soát chính trị trong các quốc gia đó.
- Cộng hòa Nhân dân Trung Hoa, mặc dù Hướng đạo tồn tại trong hai vùng đặc biệt là Hồng Kông và Macao (Hội Hướng đạo Hồng Kông là thành viên đầy đủ của Tổ chức Phong trào Hướng đạo Thế giới từ năm 1975)
- Bắc Triều Tiên
- Lào
- Myanmar
- Việt Nam

Lễ kỷ niện 25 năm Vùng châu Á-Thái Bình Dương được tổ chức tại cuộc họp mặt vùng trong Hội nghị Thế giới lần thứ 27 tại Đan Mạch.
APRinbox là bản tin tức điện tử hàng tháng của Văn phòng Hướng đạo Thế giới Vùng châu Á-Thái Bình Dương được phân phối đến các Hướng đạo sinh và huynh trưởng trong cộng đồng thế giới của phong trào Hướng đạo. Nó được Văn phòng Vùng châu Á-Thái Bình Dương biên tập tại Manila, Philippines.

## Các Trại Họp bạn Vùng châu Á-Thái Bình Dương
Vùng điều hành hoặc bảo trợ các trại họp bạn phạm vi vùng trong các quốc gia thành viên. Các trại họp bạn đã qua như sau:
- Trại Họp bạn châu Á-Thái Bình Dương lần thứ 1 - Philippines - 1973
- Trại Họp bạn châu Á-Thái Bình Dương lần thứ 2 - Iran - 1977
- Trại Họp bạn châu Á-Thái Bình Dương lần thứ 3 - New Zealand - 1978
- Trại Họp bạn châu Á-Thái Bình Dương lần thứ 4 - Trại Họp bạn Quốc gia lần 12 của Úc - Perth, Tây Úc - tháng 12 năm 1979 đến tháng 1 năm 1980
- Trại Họp bạn châu Á-Thái Bình Dương lần thứ 5 - Bangladesh - 1981
- Trại Họp bạn châu Á-Thái Bình Dương lần thứ 6 - Indonesia - 1981
- Trại Họp bạn châu Á-Thái Bình Dương lần thứ 7 - Malaysia - 1982
- Trại Họp bạn châu Á-Thái Bình Dương lần thứ 8
- Trại Họp bạn châu Á-Thái Bình Dương lần thứ 9  - Trại Họp bạn Quốc gia lần 11 của Thái Lan - tháng 11 năm 1985
- Trại Họp bạn châu Á-Thái Bình Dương lần thứ 10 - Ấn Độ - 1987
- Trại Họp bạn châu Á-Thái Bình Dương lần thứ 11 - New Zealand - 1990
- Trại Họp bạn châu Á-Thái Bình Dương lần thứ 12 - Philippines - 1991
- Trại Họp bạn châu Á-Thái Bình Dương lần thứ 13 - Trại Họp bạn Quốc gia lần 16 của Úc - Victoria, Úc - 1992
- Trại Họp bạn châu Á-Thái Bình Dương lần thứ 14 - Bangladesh - 1994
- Trại Họp bạn châu Á-Thái Bình Dương lần thứ 15 - Trại Họp bạn Quốc gia lần 17 của Úc  - Perth, Tây Úc - tháng 12 năm 1994 đến tháng 1 năm 1995
- Trại Họp bạn châu Á-Thái Bình Dương lần thứ 16 - Trại Họp bạn Quốc gia lần 14 của New Zealand - Fjordland - 1996
- Trại Họp bạn châu Á-Thái Bình Dương lần thứ 17 - Hàn Quốc - 1996
- Trại Họp bạn châu Á-Thái Bình Dương lần thứ 18 - Trại Họp bạn Quốc gia lần 9 của Malaysia - 1997
- Trại Họp bạn châu Á-Thái Bình Dương lần thứ 19 - Trại Họp bạn Quốc gia lần 18 của Úc - Springfield, Queensland, Úc - tháng 1 năm 1998
- Trại Họp bạn châu Á-Thái Bình Dương lần thứ 20 - Đài Loan - 1998
- Trại Họp bạn châu Á-Thái Bình Dương lần thứ 21 - Trại Họp bạn Quốc gia lần 10 của Hàn Quốc - 2000
- Trại Họp bạn châu Á-Thái Bình Dương lần thứ 22 - Trại Họp bạn Quốc gia lần 19 của Úc - Sydney, Úc - tháng 1 năm 2001
- Trại Họp bạn châu Á-Thái Bình Dương lần thứ 23 - Trại Họp bạn Quốc gia lần 13 của Nhật Bản - Osaka - tháng 8 năm 2002
- Trại Họp bạn châu Á-Thái Bình Dương lần thứ 24 - Trại Họp bạn Quốc gia lần 11 của Hàn Quốc - 2004
- Trại Họp bạn châu Á-Thái Bình Dương lần thứ 25 - Thái Lan - tháng 12 năm 2005 đến tháng 1 năm 2006

## Diễn đàn Thanh thiếu niên
57 tham dự viên từ 17 quốc gia đã tham gia Diễn đàn Thanh thiếu niên Vùng châu Á-Thái Bình Dương tại Brunei Darussalam vào tháng 12 năm 2004. Sáu cố vấn Thanh thiếu niên được bầu lên và sẽ tham dư các cuộc họp Ủy ban Vùng.  Các cố vấn Thanh thiếu niên là Edward Cook, Chủ tịch (New Zealand), Eko Andrianto (Indonesia), Netsai Khaimarn (Thái Lan), In Sun Ryu (Hàn Quốc), Maiya Twayanabasu (Nepal) và Aaron Wardle (Úc). Họ sẽ cố vấn về việc giúp tổ chức và điều hành diễn đàn thanh thiếu niên kỳ tới tại Nhật Bản năm 2007.